# Eristalis mohensis
Eristalis mohensis är en tvåvingeart som beskrevs av Huo och Ren 2006. Eristalis mohensis ingår i släktet slamflugor, och familjen blomflugor. Inga underarter finns listade i Catalogue of Life.